# José Miguel Caturla Perea
José Miguel Caturla Perea fou un polític alacantí, alcalde de 1857 a 1858. Era fill de l'aristòcrata Miguel Caturla Spering i ocupà provisionalment l'alcaldia enmig de dos alcaldes del Partit Progressista. Durant el seu mandat, el 24 de maig de 1858, la reina Isabel II d'Espanya va visitar Alacant en el primer viatge en ferrocarril des de Madrid.